# 시어도어 초
시어도어 유에 탁 초(Theodore Yue Tak Ts'o, 중국어 정체자: 曹子德; 1968년 출생)는 주로 리눅스 커널, 특히 파일 시스템에 대한 기여로 알려진 미국의 소프트웨어 공학자이다. Ext2, Ext3, Ext4 파일 시스템의 사용자 공간 유틸리티인 e2fsprogs의 보조 개발자이자 관리자이며, Ext4 파일 시스템의 관리자이기도 하다.

## 생애
1990년 매사추세츠 공과대학교에서 컴퓨터 과학 학위를 받고 졸업한 후 1999년까지 MIT 정보 시스템(IS) 부서에서 일했다. 이 기간 동안 커버로스 팀의 프로젝트 리더였다.
1994년, /dev/random 리눅스 장치 노드와 해당 커널 드라이버를 만들었는데, 이는 사용자 프로그램에 고품질 암호화 난수를 제공하는 리눅스(및 유닉스) 최초의 커널 인터페이스였다. /dev/random은 하드웨어 난수 발생기에 대한 접근 없이 작동하여 사용자 프로그램이 그 존재에 의존할 수 있도록 한다. rngd와 같은 별도의 데몬은 그러한 하드웨어로부터 난수를 가져와 /dev/random을 통해 접근할 수 있도록 한다. 생성 이후 /dev/random 인터페이스는 리눅스, FreeBSD, MacOS, 솔라리스 시스템에서 사용된다.
MIT IS를 떠난 후 2년 동안 VA 리눅스 시스템즈에서 일했다. 2001년 말 IBM에 합류하여 리눅스 커널의 성능 및 확장성 향상 작업을 했다. IBM에서 실시간 커널 작업을 한 후, 2007년 말 리눅스 재단에 2년 펠로우십으로 합류했다. 처음에는 최고 플랫폼 전략가로 근무했으며, 2008년에는 최고 기술 책임자(CTO)가 되었다. 또한 2008년까지 USENIX의 총무를 역임했으며, 연례 리눅스 커널 개발자 서밋을 주재했다.
2010년 구글로 자리를 옮겼는데, "커널, 파일 시스템, 스토리지 관련 작업"을 할 것이라고 말했다.
데비안 개발자이기도 하며, 2003년 3월부터 e2fsprogs를 포함하여 여러 패키지, 주로 파일 시스템 관련 패키지를 유지보수하고 있다. 국제 인터넷 표준화 기구의 보안 영역 책임 위원회(Security Area Directorate)의 일원이었고, IPsec 실무단의 의장 중 한 명이었다. 자유 표준 그룹의 창립 이사회 멤버 중 한 명이었다.
2023년 7월, 로키 리눅스 프로젝트를 포함하는 RESF 이사회에 합류했다.

## 수상
자유 소프트웨어 재단의 2006년 FSF 자유 소프트웨어상을 수상했다.

## 추가 문헌
- “TY Ts'o” (homepage). Thunk.
- “TY Ts'o” (World Wide Web log). LiveJournal.
- Card, Rémy; Ts'o, Theodore; Tweedie, Stephen (December 1994). 《Design and Implementation of the Second Extended Filesystem》. First Dutch International Symposium on Linux. Sourceforge.
- Ts'o, Theodore; Tweedie, Stephen (June 2002). 《Planned Extensions to the Linux Ext2/Ext3 Filesystem》. Annual Technical Conference. USENIX.